# Juan Gimeno
Juan Gimeno (Barcelona, 20 de mayo de 1913-5 de mayo de 1998) fue un ciclista español, profesional entre 1934 y 1948 cuyos mayores éxitos deportivos los obtuvo en 1945, cuando se proclamó campeón de España de ciclismo en ruta y logró 1 victoria de etapa en la Vuelta a España.

## Palmarés
1939
- 1 etapa de la Vuelta a Marruecos

1940
- 1 etapa del Circuito del Norte
- 1 etapa de la Vuelta a Cantabria
- Vuelta a Mallorca

1941
- 1 etapa del Circuito del Norte

1945
- 3º en la Vuelta a España, más 1 etapa
- Campeón de España en ruta
- 1 etapa en la Volta a Cataluña
- Campeón de España por Regiones

1947
- Campeón de España por Regiones

## Resultados en Grandes Vueltas y Campeonatos del Mundo
| Carrera         | 1932 | 1933 | 1934 | 1935 | 1936 | 1937 | 1938 | 1939 | 1940 | 1941 | 1942 | 1943 | 1944 | 1945 | 1946 | 1947 | 1948 |
| --------------- | ---- | ---- | ---- | ---- | ---- | ---- | ---- | ---- | ---- | ---- | ---- | ---- | ---- | ---- | ---- | ---- | ---- |
| Giro de Italia  | -    | -    | -    | -    | -    | -    | -    | -    | -    | X    | X    | X    | X    | X    | -    | -    | -    |
| Tour de Francia | -    | -    | -    | -    | -    | Ab.  | -    | -    | X    | X    | X    | X    | X    | X    | X    | -    | -    |
| Vuelta a España | X    | X    | X    | 13º  | -    | X    | X    | X    | X    | Ab.  | 4º   | X    | X    | 3º   | Ab.  | Ab.  | 13º  |
| Mundial en Ruta | -    | -    | -    | -    | -    | -    | -    | X    | X    | X    | X    | X    | X    | X    | -    | -    | -    |

-: no participa

Ab.: abandono